# Annona spinescens
Annona spinescens är en kirimojaväxtart som beskrevs av Carl Friedrich Philipp von Martius.
Annona spinescens ingår i släktet annonor och familjen kirimojaväxter. Inga underarter finns listade i Catalogue of Life.